# 帆船

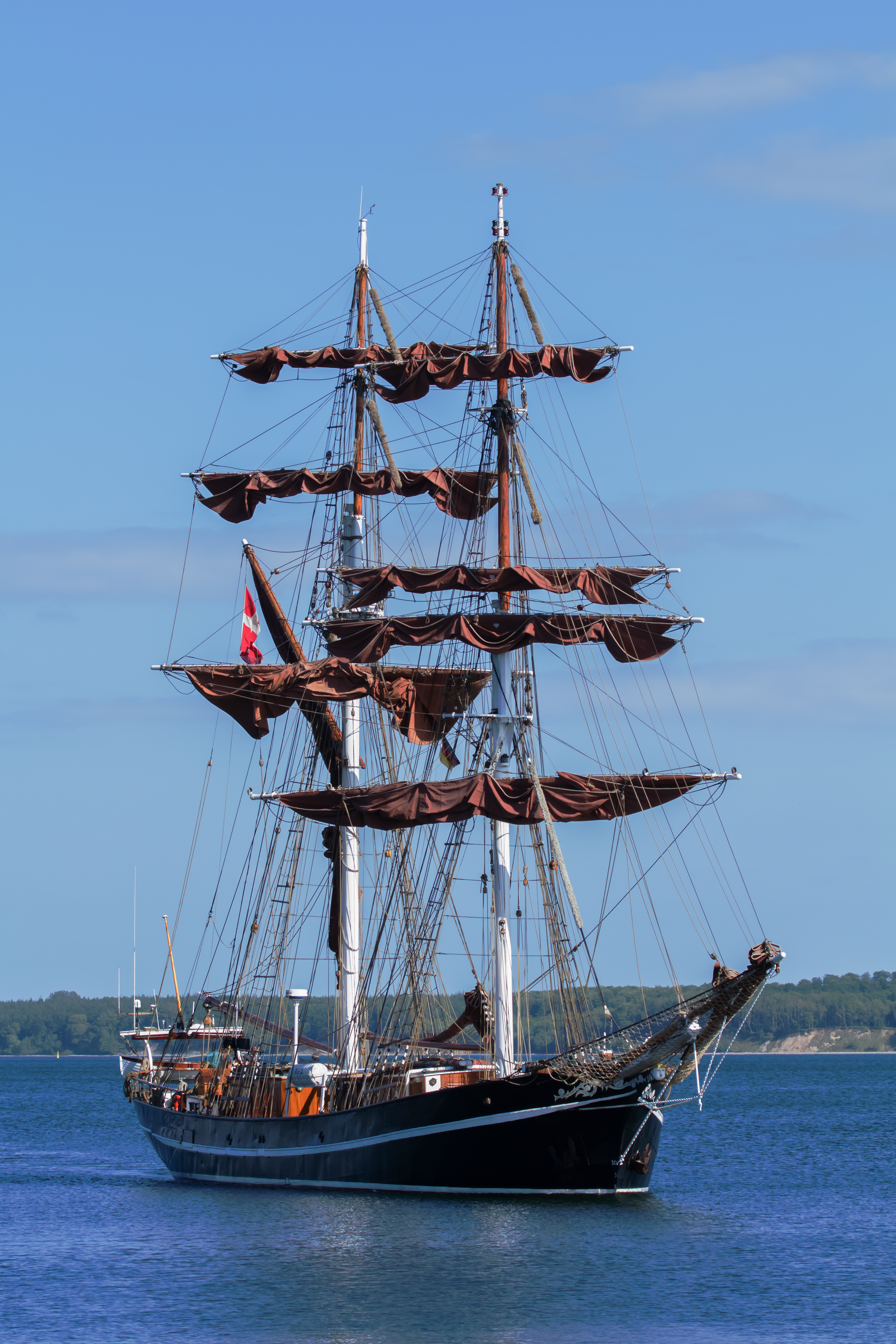
帆船

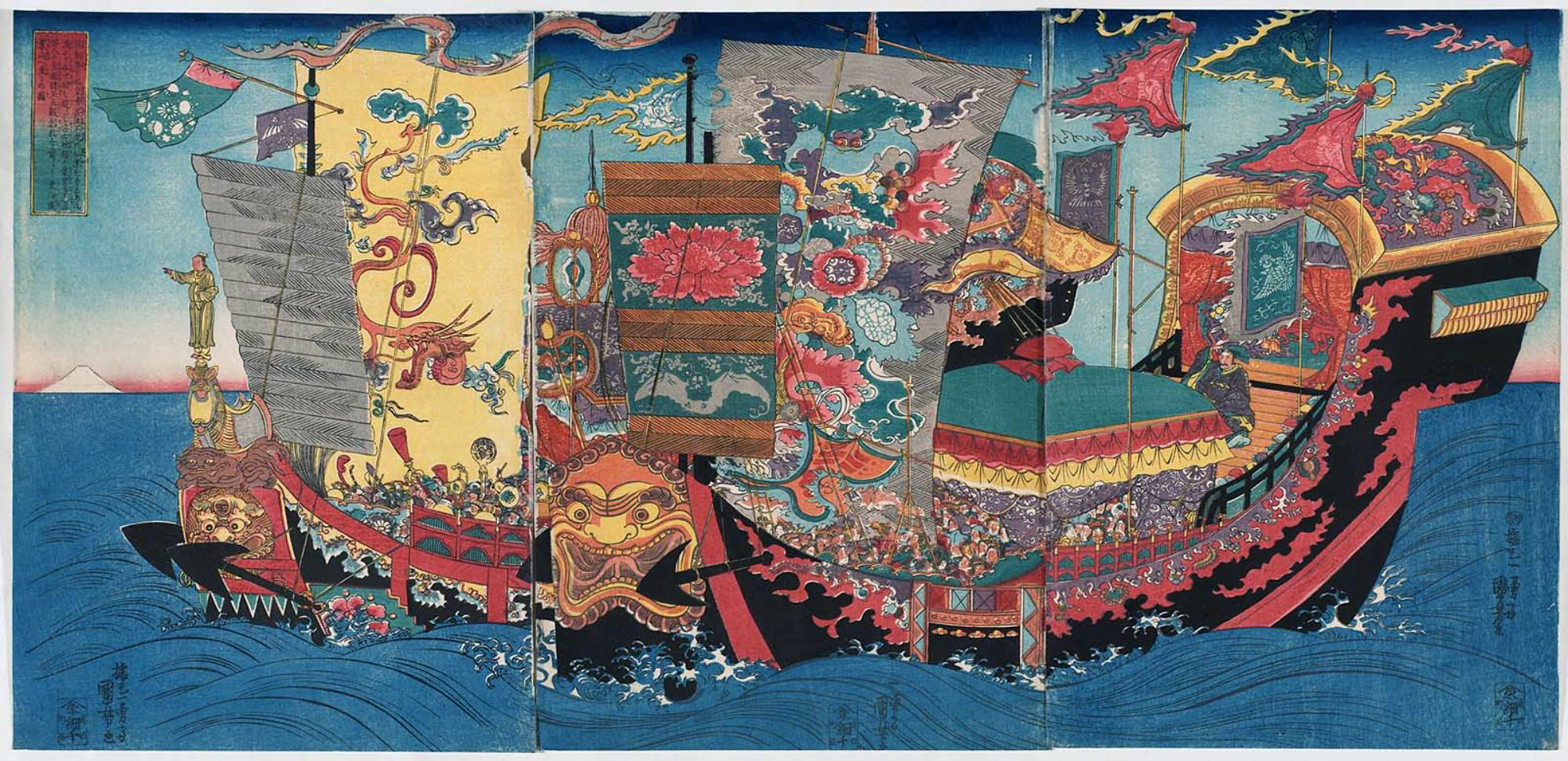
徐福渡海帆船的浮世繪

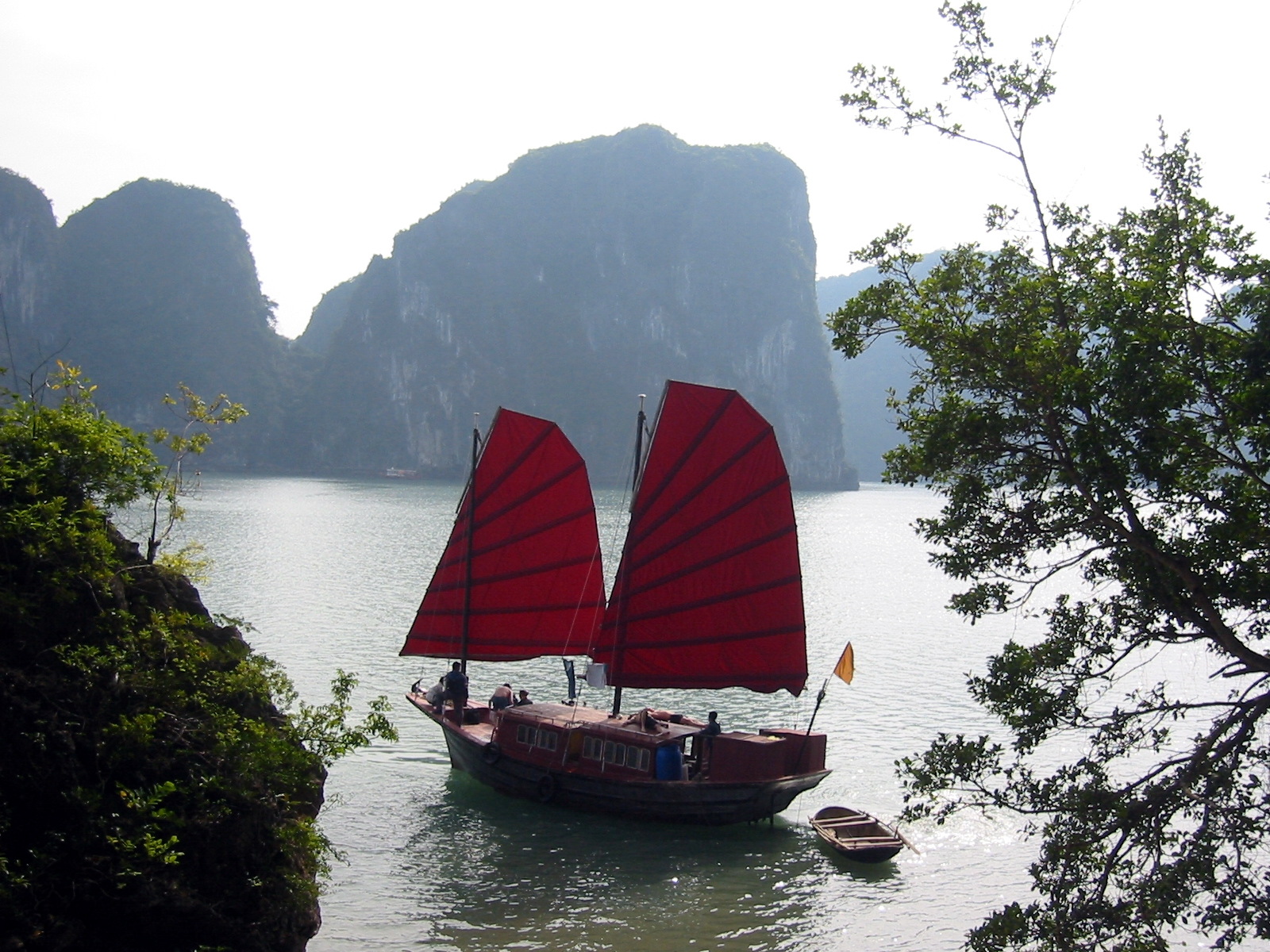
中式帆船

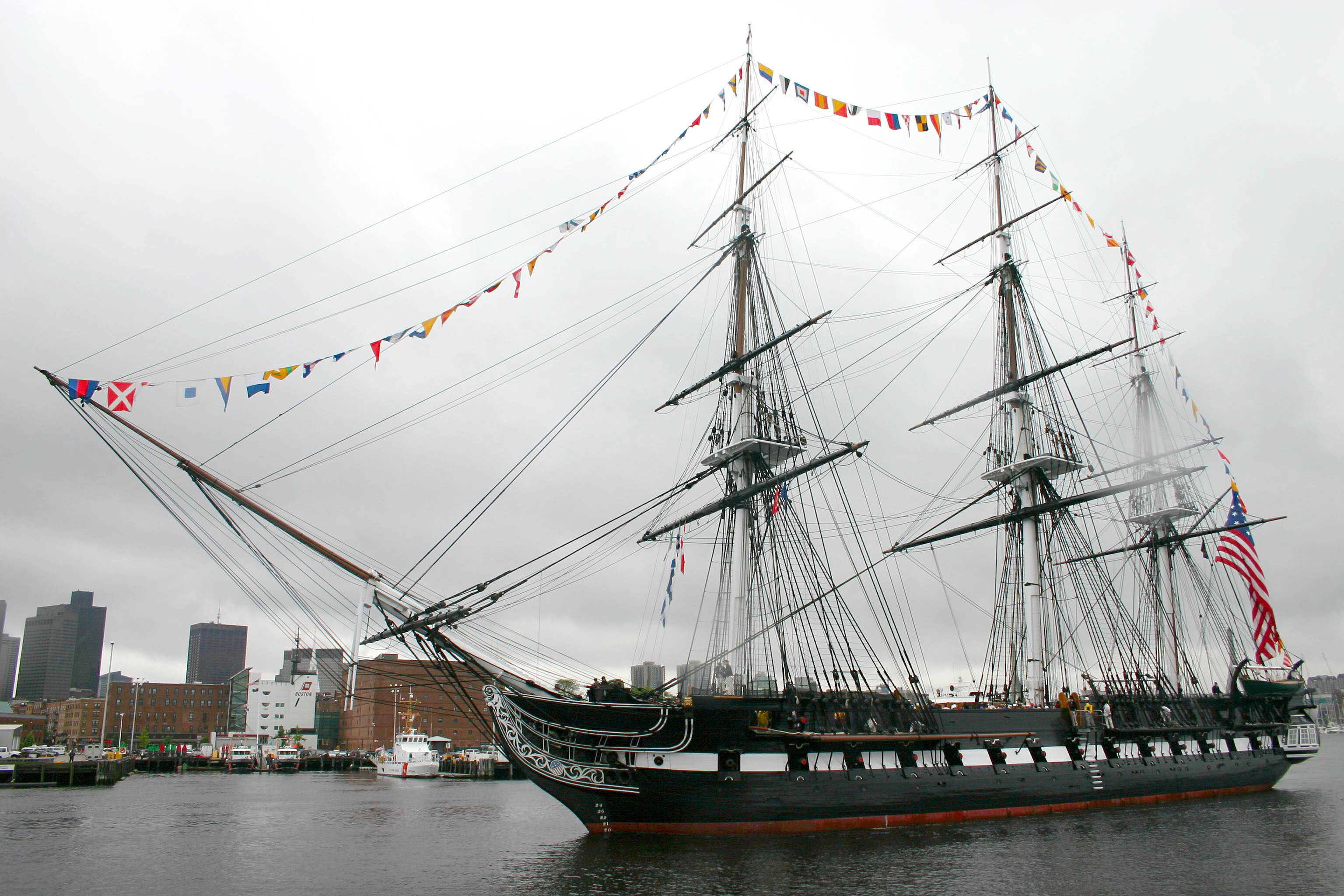
美國的憲法號帆船護衛艦

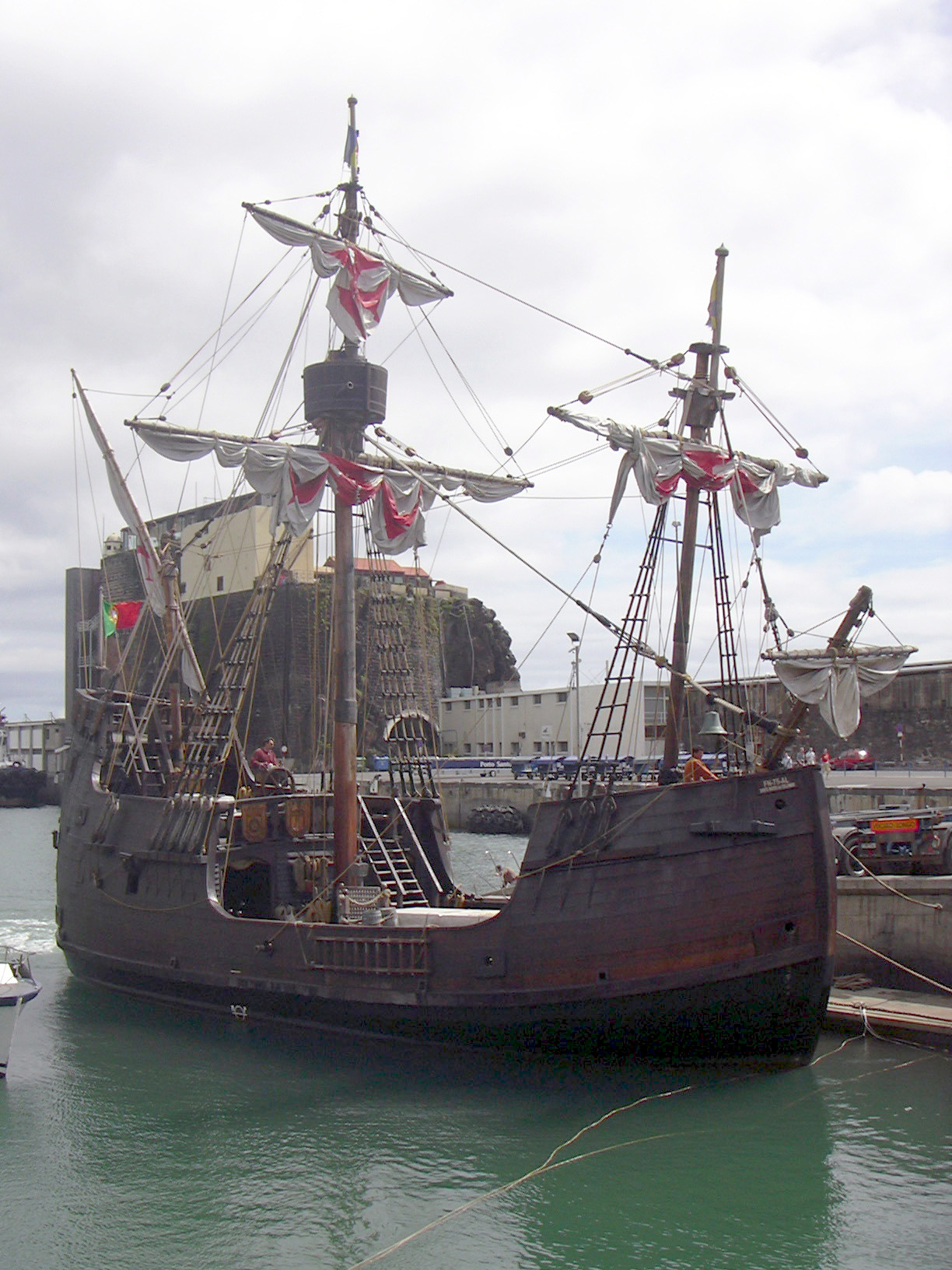
馬德拉的聖瑪利亞號複製版古董船

帆船是使用风帆捕获风力推进自身航行的船舶，是人类最早使用的非机动水面载具之一。木制帆船最早出现在石器时代；到了青铜时代各地的船匠开始在关键受力点加上青铜进行加固，所早出的帆船体积因此扩大；到了铁器时代则把青铜换成了更坚固的钢铁。在早期现代时期，可以远洋航行的帆船是欧洲各国主要的国际航运工具和海战武器系统，也是地理大发现的重要推进因素，因此16世纪到19世纪中期的几百年间也称帆船时代。
在第一次工业革命后，因为蒸汽机的广泛使用，使得帆船被可以逆风行驶的蒸汽船所取代，在第二次工业革命后更是被使用蒸汽轮机和之后燃气轮机的轮船彻底淘汰。现今帆船航行仅限于休闲的游艇旅行和竞赛，而帆船运动则是奥运会的传统比賽項目之一。

## 比賽用船船型

### 帆板（風浪板）
- RS-X型
- T293型
- 標準型船要之字航行，
- RS:ONE型

### 小艇
- OP 樂觀型帆船（小孩用）
- pico
- 樂觀型
- 雷射型
- 輻射型
- 芬蘭型
- 470型
- 420型
- 49人型

### 重型龙骨帆船
- 星型
- 英鈴型
- J22
- J24
- J80

## 雙體船
- 颶風型

## 分类
| 示例图                                              | 名称                                       | 描述                                                                                  |
| --------------------------------------------------- | ------------------------------------------ | ------------------------------------------------------------------------------------- |
| proa                                                | 快速三角帆船（Proa）                       | 简陋的蟹爪形帆船                                                                      |
| catboat                                             | 單桅艇（catboat）                          | 單桅小艇，桅杆在船頭                                                                  |
| sloop                                               | 史路普船（sloop）                          | 單桅小船，桅杆位於船身中部但較靠前，挂百慕大帆或斜桁帆，带一个前桅支索帆              |
| cutter                                              | 卡特船（cutter）                           | 單桅小船，桅杆位于船身中部，有两个或多个船首斜帆                                      |
| yawl                                                | 約爾船（Yawl）                             | 雙桅，比单桅帆船多了一个小型的后桅，位于舵柱之后，后桅帆可协助操舵                    |
| ketch                                               | 凱趣船（Ketch）                            | 雙桅，與約爾船相比后桅较大，位于舵柱之前，后桅帆提供助动力                            |
| schooner                                            | 斯庫納船（Schooner）                       | 两根以上桅杆，前桅较小，挂斜桁帆，有两个或多个船首斜帆                                |
| topsail schooner · another kind of topsail schooner | 上桅横帆斯庫納船（Topsail Schooner）       | 在前桅有一个或多个横帆，但所有桅杆上的主帆都是纵帆的帆船                              |
| brig                                                | 布里格船（Brig）                           | 雙桅，均挂横帆，主桅上一般带有后樯纵帆                                                |
| brigantine                                          | 布里根廷船（Brigantine）                   | 雙桅，前桅横帆，主桅纵帆                                                              |
| barquentine                                         | 巴昆廷船（Barquentine）                    | 三根以上桅杆，前桅横帆，其餘桅皆纵帆                                                  |
| barque                                              | 巴克船（Barque）                           | 三根以上桅杆，最后桅挂纵帆，其餘桅皆横帆                                              |
| ship                                                | 全帆装船（fully rigged ship）              | 三根以上桅杆，均挂横帆，如风帆战列舰等                                                |
| felucca                                             | Bragana或Felucca                           | 地中海或印度洋中常见的三桅帆船，三根桅杆上均为斜挂大三角帆                            |
| xebec                                               | Polacre                                    | 船身窄细的三桅帆船，前桅挂横帆，主桅后桅为斜挂大三角帆。若前桅也是大三角帆则称为Xebec |
| junk                                                | 中国帆船（Junk）、中式帆船、戎克船、硬帆船 | 歷史上於東洋水域被廣泛使用的帆船                                                      |
| Lugger                                              | 梯形帆船（Lugger）                         | 英国法国等地常见的渔船类型，两桅或多桅均挂梯形帆                                      |

## 開帆船技術
船尾水中的可移動板被称为船舵，操控它可以改變船身方向，来改变與風的方位，而帆面與風的角度也會改變，可能會從船身右方轉到左方，駕駛者得低下頭閃過帆桿，換邊坐，通常的狀態下，帆一定要在人的面前方位。

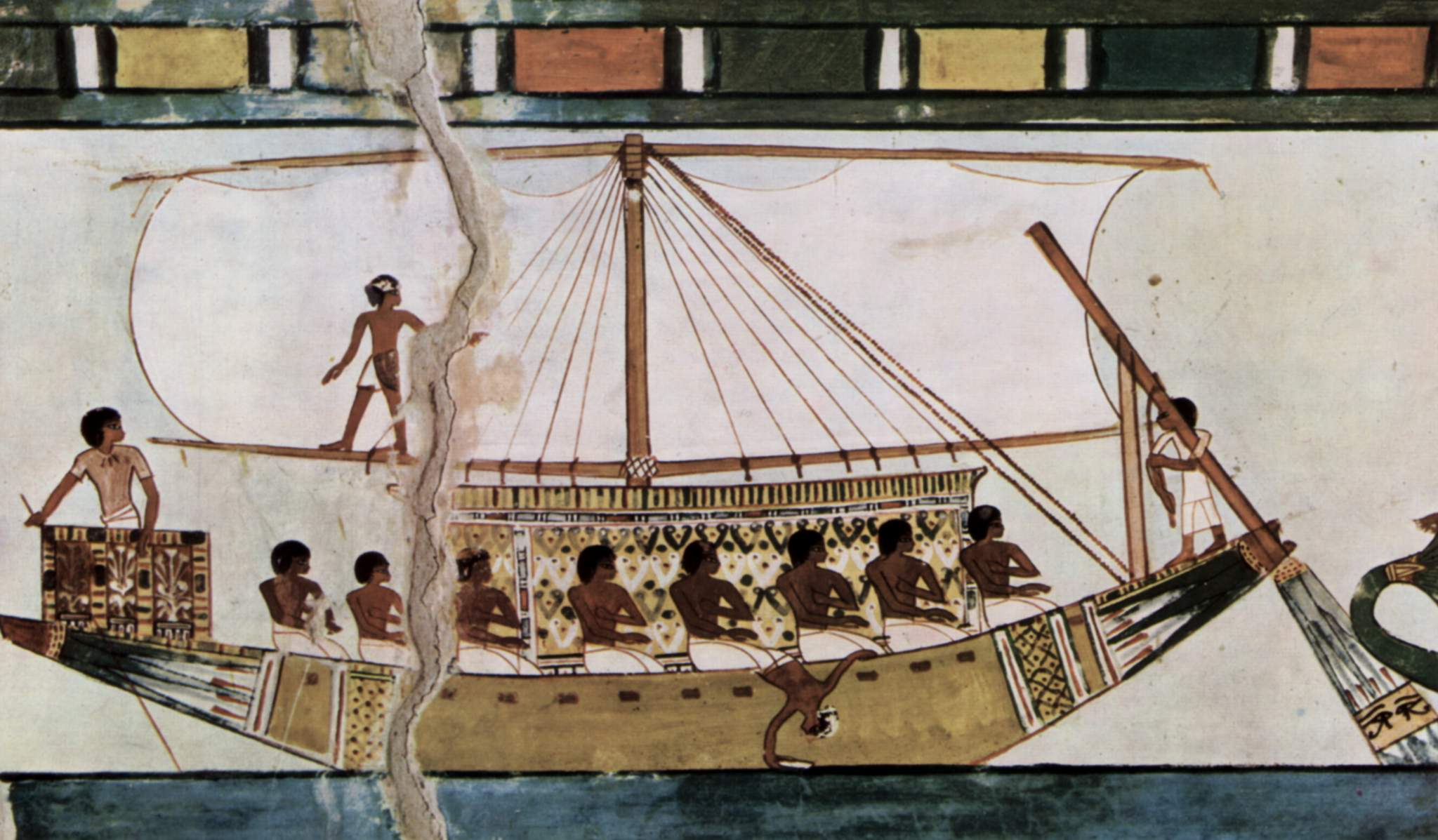
約西元前1422-1411年間古埃及墓畫的船舵

依風向改變帆面（或：船的航向）與風向之間的角度，船面對風有三種風，順風、逆風、橫風。
順風是風從船尾後方來，此時帆與船身以及風向的角度大概90度角左右。
正逆風（或稱正頂風）是風從船頭前方而來，其帆面與風向的角度變為0度角左右，此時船會因為帆面無法受風為能產生風壓，因而無法航行而定住，船甚至會倒退，因此要操控船舵改為橫風航行。
頂風航行是風從船側前方而來，此時船的航行角度與風向角度之間約為30~60度角，受風面與背風面形成氣壓差，產生的推力拉扯帆向低壓的那一邊。
帆船轉向分为順風轉向和頂風轉向，順風轉向是因為船首順著風向偏轉而使帆船改變其航向，頂風轉向是因為船首對著風向偏轉並使帆船轉變其航向。轉向是为了改變航行方向。
帆船要開到上風處（指風所來之處）時，因為無法正對風向而航駛，所以要採用頂風航行，並在一段航程時進行頂風轉向（改變受風船舷），在連續進行數次的頂風轉向之後，就可以到達上風處，這種航行風法叫“之字形航駛法”（beating）。

## 相關
- 帆
- 寶船
- 卡拉維爾帆船
- 克拉克帆船
- 西班牙大帆船
- 戰艦
- 中國帆船
- 伯努利定律